# Manual (Musik)

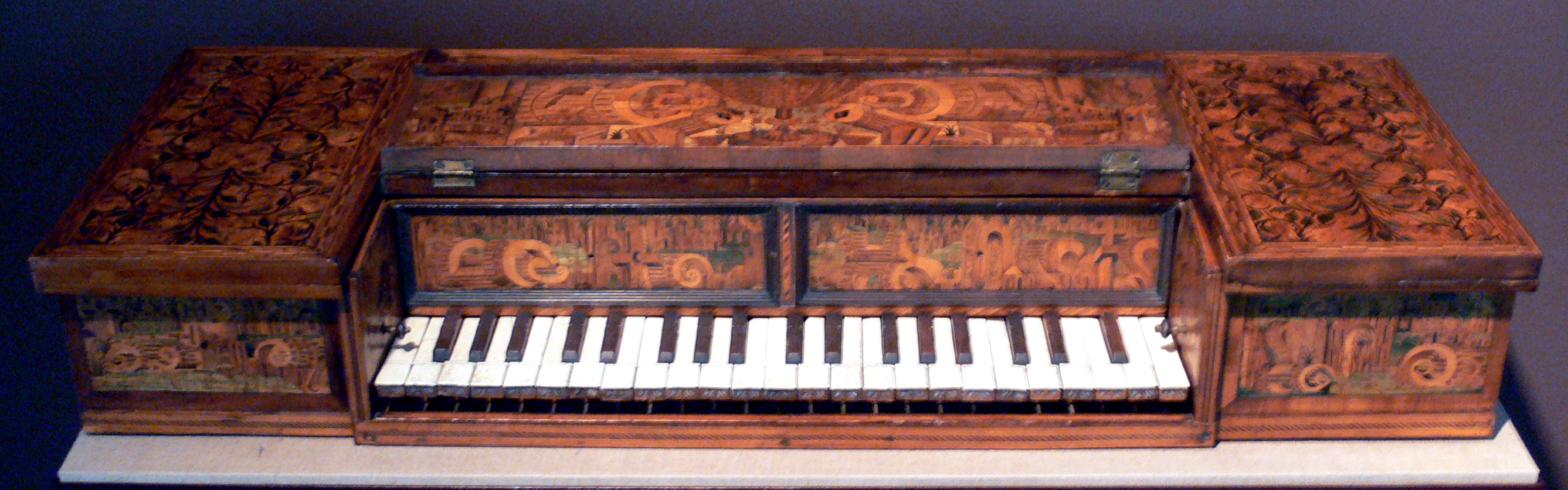
Manual eines Virginals, 1600

Manual (von lateinisch manus = Hand) bezeichnet in der Musik eine Klaviatur von Tasteninstrumenten, die mit den Händen bedient wird, im Unterschied zum (fußbedienten) Pedal.

## Umfang

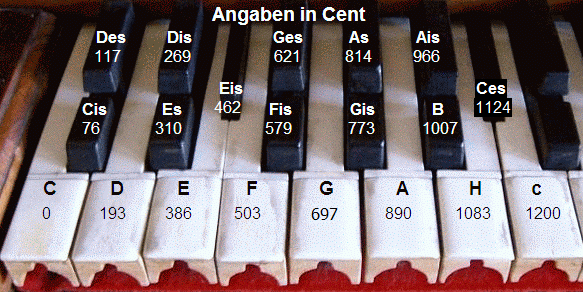
Verteilung der Halbtöne bei einem 19-stufigen Cembalo cromatico

Die antike Hydraulis verfügte über eine einreihige Tastatur mit sieben Tasten pro Oktave, die den sieben Tönen einer heptatonischen Tonleiter entsprachen. Für die weiteren diatonischen Töne entstand im Laufe des Mittelalters eine zweite Reihe mit Obertasten. Die Abbildungen in Michael Praetorius’ Syntagma musicum (Band 2: De Organographia, 1619) der Orgel des Domes zu Halberstadt von Nicholas Faber von 1361 gelten als älteste Beispiele für die heute übliche Anordnung von sieben Untertasten und fünf (zwei und drei) Obertasten.
Die mittelalterlichen Orgeln besaßen einen kleineren Manual- und Tonumfang. Der ursprüngliche Umfang von einer Oktave wurde in der Spätgotik auf 2 1⁄2 Oktaven (H–f2) erweitert. Die Orgel der Rysumer Kirche wies bei ihrer Erbauung im 15. Jahrhundert diesen Umfang mit allen diatonischen Tönen auf. In der Renaissance wurde ab dem Ende des 16. Jahrhunderts der Tonumfang in der Regel auf F in der Großen Oktave, im Barock auf C erweitert, wie es noch heute üblich ist. Der Standardumfang moderner Orgeln liegt bei vier bis fünf Oktaven.
In mitteltönig gestimmten Tasteninstrumenten wurden die Obertasten manchmal geteilt, um die Anzahl reiner Terzen zu erhöhen. Bei etwa 70 Orgeln in Deutschland, Italien, Niederlande, England, Schweden und Dänemark, die zwischen 1468 und 1721 gebaut wurden, sind derartige Subsemitonien nachweisbar. Die Tastenanzahl lag dann bei 13 bis 16 Tasten pro Oktave. Bei Cembali erwähnt der Theoretiker Gioseffo Zarlino in seinem Werk Le istituzioni harmoniche (1558) eine Anzahl von 19 Tasten pro Oktave (Cembalo cromatico), ebenso Praetorius (1619; Cembalo universale). Das von Nicola Vicentino erfundene Archicembalo von 1555 verfügte über 36 Tasten pro Oktave. Ein Cembalo von Vito de Trasuntino aus dem Jahr 1606 mit 31 Tasten pro Oktave ist im Museo Internazionale e Biblioteca della Musica in Bologna erhalten. Mit dem Aufkommen der Wohltemperierten Stimmung wurden geteilte Obertasten überflüssig.
Bei historischen Orgeln ist in der Bassoktave häufig die kurze oder die gebrochene Oktave zu finden. Da das Cis der Großen Oktave nur selten in der Orgelliteratur eingesetzt wird, aber durch die großen Pfeifen hohe Materialkosten verursachte, wurde es bis in den Anfang des 19. Jahrhunderts oft ausgespart. Die Taste fehlte entweder ersatzlos oder wurde an das eine Oktave höhere cis0 angekoppelt.
Das Klavier wurde zu Beginn des 18. Jahrhunderts u. a. von Bartolomeo Cristofori erfunden und hatte einen Umfang von fünf Oktaven. Die Weiterentwicklung der Technik durch John Broadwood führte 1794 zu einer Erweiterung des Tonumfangs um eine Oktave, bis die Instrumente ab den 1830er Jahren mit dem heute üblichen Tonumfang von 88 Tasten produziert wurden. Selten weisen Konzertflügel wie der „Imperial“ von Bösendorfer einen Umfang von acht Oktaven (97 Tasten) auf.

## Anzahl

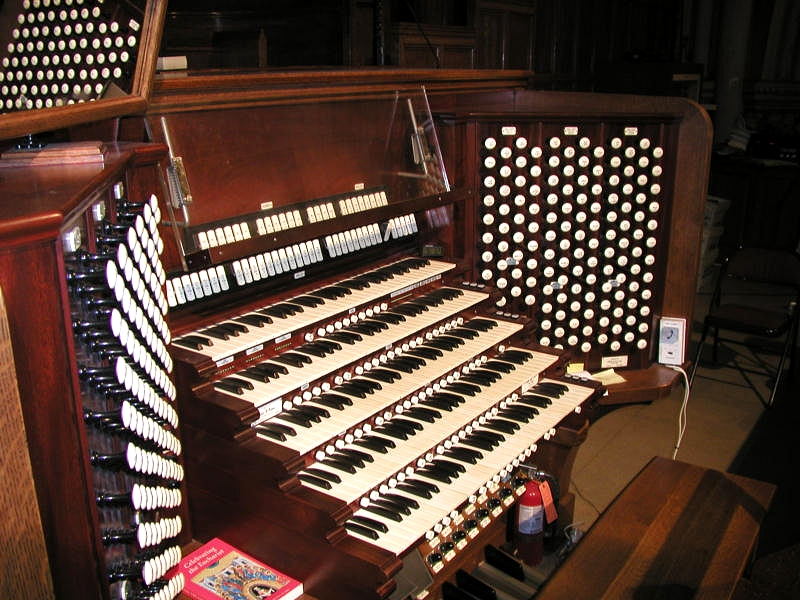
Manuale der Orgel der St. Patrick’s Cathedral in New York, 20. Jahrhundert

Positive, Portative, Regale und andere Kleinorgeln werden gewöhnlich nur einmanualig gebaut. Cembali haben in der Regel ein oder zwei, selten auch drei Manuale.
Während in Italien bis ins 18. Jahrhundert nur einmanualige Cembali gebaut wurden, finden sich in Frankreich mindestens seit 1648 Cembali mit zwei Manualen (wie das erhaltene von Jean II Denis). In Flandern gehen zweimanualige Cembali zwischen etwa 1570 und 1650 auf die Familie Ruckers zurück. Das obere Manual dieser „Transponiercembali“ war immer um eine Quarte höher gestimmt als das Untermanual. Hieronymus Albrecht Hass baute 1740 ein großes dreimanualiges Cembalo mit einem 16-Fuß-Register.
Zu den Kuriosa gehören die kastenförmigen Kombinationsinstrumente, die die Ruckers im 17. Jahrhundert als Kombination eines Cembalos mit einem Virginal bauten. Sie hatten zwei Klaviaturen an zwei verschiedenen Seiten und konnten nicht gleichzeitig von einer Person bedient werden.
Orgeln sind gewöhnlich mit ein bis drei Manualen ausgestattet, Großorgeln mit vier bis sechs Manualen. Im Barock entstanden die ersten viermanualigen Orgeln. Bei der legendären Orgel von Winchester aus dem Jahr 980 sollen 400 Bronzepfeifen bei zwei Manualen mit je 20 Tasten für eine enorme Lautstärke gesorgt haben. Auf jeder Taste erklangen zehn Pfeifen immer gleichzeitig. Durch Gottfried Fritzsches Erweiterungsumbauten gehörten die Hamburger Orgeln in St. Jacobi und St. Katharinen zu den ersten überhaupt, die über vier Manuale verfügten. Arp Schnitger schuf vier viermanualige Orgeln in Hamburg, Groningen und Zwolle. Im Jahr 1777 vollendete François-Henri Clicquot in St-Nicolas-des-Champs in Paris eine Orgel mit fünf Manualen und Pedal. Die Orgel der Atlantic City Convention Hall verfügt über sieben Manuale.
Instrumente mit mehreren Klaviaturen verfügen meist über Koppeln. Mit diesen können verschiedene Klaviaturen miteinander „verbunden“ werden und dadurch Register von einer Klaviatur aus bespielt werden, die eigentlich einer anderen Klaviatur zugeordnet sind.

## Geteiltes Manual
Bei Instrumenten, die über verschiedene Klangeinstellungen (z. B. durch Register) verfügen, ist es teilweise möglich Einstellungen für Teile der Klaviatur getrennt vorzunehmen (Bass-Diskant-Teilung oder kurz B/D-Teilung). Dies ist zum Beispiel bei Kleinformen der Orgel wie Regal und Positiv, beim Cembalo und beim Harmonium der Fall. Dafür werden sogenannte geteilte Register gebaut. Der Teilungspunkt ist in der Regel fest und dann bei allen verbauten Registern gleich.
Eine andere Möglichkeit besteht darin, die Teilung nicht durch geteilte Register, sondern über die elektrische Traktur zu realisieren und dann unterschiedliche Werke anzusteuern. Hier kann der Teilungspunkt teilweise auch frei gewählt werden. Diese Form entsprecht der Split-Funktion bei elektronischen Tasteninstrumenten wie zum Beispiel Keyboards oder auch E-Pianos. Hier können ein oder sogar mehrere Teilungspunkte frei gewählt werden.
Genaueres zur Realisierung und der historischen Entwicklung ist in den entsprechenden Instrumentenartikel beschrieben oder verlinkt.